# テーバイド

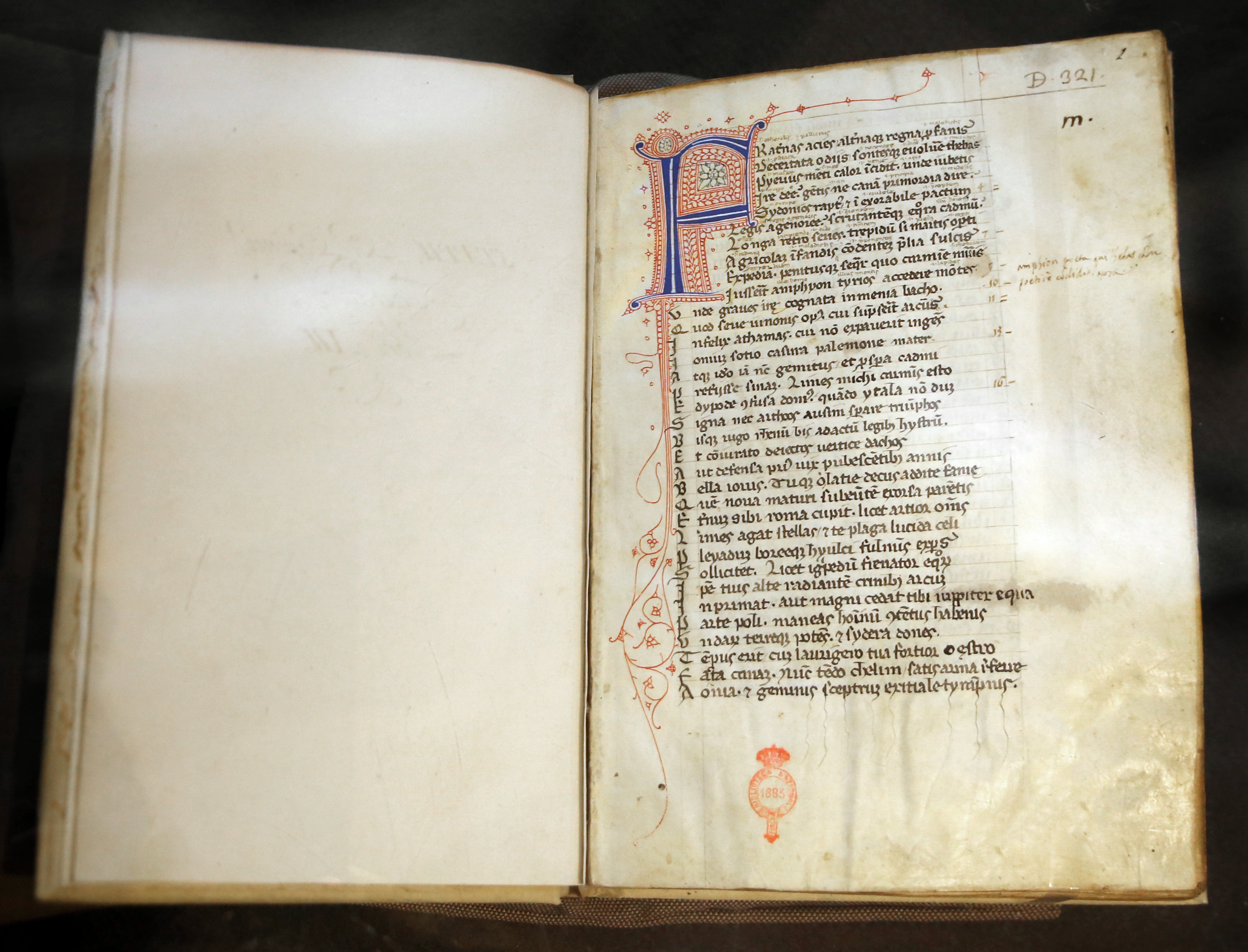
テーバイド

『テーバイド』（Thebaid）という叙事詩が2つある。
1. テーバイド（ギリシア語：Θηβαΐδα, Thebaid） - テーバイ圏という叙事詩サイクルに含まれる古代ギリシアの叙事詩。
2. テーバイド（Thebaid）またはテーバイス（Thebais） - 古代ローマの詩人、スタティウス作のラテン語叙事詩。

## テーバイド（古代ギリシア）
ホメーロス（あるいはホメーロスになる初期の著作家たち）の作と言われることもある。
断片が10残っているだけである。
内容は、オイディプースの2人の子、エテオクレースとポリュネイケースの間の戦争を描いている。

## テーバイド（スタティウス）
スタティウスの『テーバイド』または『テーバイス』は、1世紀末、ラテン語白銀期に作られた。詩の最後に、執筆したのはドミティアヌス帝の統治期間と書かれてある。詩はヘクサメトロスで書かれている。
内容は、古代ギリシアの『テーバイド』やアイスキュロスの戯曲『テーバイ攻めの七将』同様、テーバイと戦ったアルゴスの7人の将たちの物語を描いている。とくに焦点をあてているのは、エテオクレースとポリュネイケースの兄弟の対立である。兄弟は一緒にテーバイを統治するのではなく、交替に統治することにした。この詩の始まった時点では、エテオクレースが統治していて、交替の時期は間もなく来るところだった。一方、ポリュネイケースはアルゴス王アドラーストスの娘と結婚したばかりで、テーバイの統治を心待ちにしていた。スタティウスは兄弟の不和を主題に作品を編み上げる。数え切れないくらいの歴史・神話の兄弟姉妹の言及、脇役は二人の兄弟の対立を中心にして鏡のように対照的に動かす。愛と競争心の両方で、兄弟関係の多くの局面が描かれ、また注釈される。
さらにスタティウスは、神々を筋立ての道具としてめいっぱい使っている。たとえば、テーバイはバックスの都市で、アドラーストスはアポロの司祭である。神々は敵軍を粉砕しようと間接的に戦いをはじめ、ドラマに別の対立が重ねられる。スタティウスの神の描き方についてC・S・ルイスは、ホメーロスやウェルギリウスの手法から離れて、より神話的な処理をほどこしていると見ている。スタティウスの寓意的な手法は中世に支配的になった。ルイスは違いを説明するために、ホメーロスの描くアレースとスタティウスの描くマールスを比較する。アレースは戦争の中で憤激する以外は何もしない。一方、マールスは戦う前でさえ盲目的・狂ったように情熱的に怒っている、抽象概念を擬人化したものである。ルイスはさらに『テーバイド』の中には「すべての寓意的詩の萌芽がある」と述べている。
『テーバイド』はスタティウスの存命中に人気があった。学生たちは詩の最初から終わりまでそらんじていたと言われる。ドミティアヌス帝はスタティウスがお気に入りで、スタティウスの詩の教育での使用は公の贔屓の結果であった。しかし、それだけが詩の人気の理由ではなかった。
時を経て、1100年代後期の作者不詳のフランス語のロマンス詩『Le Roman de Thèbes』はスタティウスの詩に基づいたものである。スタティウスの『テーバイド』はこのように騎士道的叙事詩に姿を変えた。
14世紀、ジョヴァンニ・ボッカッチョが書いた叙事詩『Teseida delle nozze di Emilia』はスタティウスの『テーバイド』から引かれたもので、それはさらにジェフリー・チョーサーの『カンタベリー物語』の「騎士の話」でも使われた。ウィリアム・シェイクスピアとジョン・フレッチャーの戯曲『二人の貴公子』はチョーサーの「騎士の話」を劇化したものである。

### 古代ギリシア
- Greek epic fragments. ed. and tr. Martin L. West. Cambridge, Mass, Harvard University Press, 2003.

### スタティウス
- the Thebaid : Seven Against Thebes. ed. and tr. Ross, Charles Stanley, Johns Hopkins Univ Press, 2004.
- 『テーバイ物語』全2冊、山田哲子訳、京都大学学術出版会〈西洋古典叢書〉、2024年

- Text from the Latin Library
- Mozley's translation